# Santa Maria do Castelo
Santa Maria do Castelo – sołectwo w powiecie Alcácer do Sal (Portugalia). Położone na obszarze 461,77 km², zamieszkane przez 4268 osób (dane z 2001). Gęstość zaludnienia: 9,2 osoby/km².